# 何傳中
何傳中（?—?），河南省汝寧府信陽州人，清朝政治人物、同進士出身。
光緒三年（1877年），参加丁丑科殿試，登進士三甲第67名。同年五月，分部學習。